# Hofstetten ZH

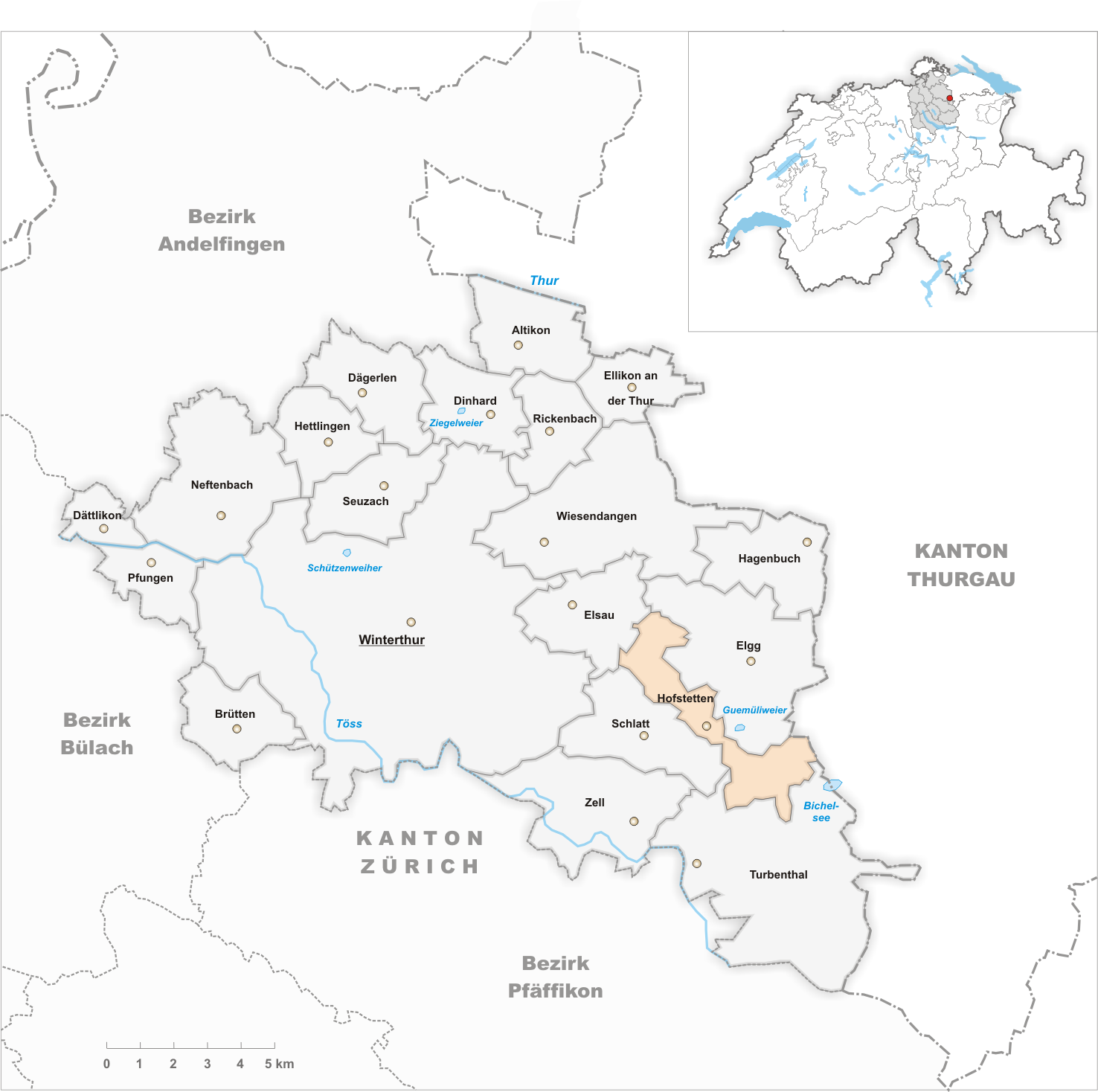
Gemeindestand vor der Fusion am 1. Januar 2018

Hofstetten (bis 2003 amtlich Hofstetten bei Elgg) ist ein Ortsteil der Gemeinde Elgg im Schweizer Kanton Zürich. Bis zum 31. Dezember 2017 bildete er eine selbständige politische Gemeinde.
Zur ehemaligen Gemeinde Hofstetten gehören auch die Weiler Dickbuch, Jakobstal, Geretswil, Huggenberg, Tiefenstein, Scheunberg, Steig und Wenzikon. Dickbuch, Hofstetten, Huggenberg, Geretswil und Wenzikon waren bis 1928 eigenständige Zivilgemeinden.

## Wappen
Blasonierung:
In Gold ein gezinnter schwarzer Balken mit Mauerstrichen, begleitet von fünf roten Sternen (3, 2)

## Geographie
Hofstetten liegt zwischen Murg- und Tösstal nördlich des Schauenbergs, an der östlichen Grenze des Kantons Zürich. Die Gemeindefläche ist zu 46 % mit Wald bedeckt, 50 % dienen der Landwirtschaft.
Die ehemalige Gemeinde Hofstetten grenzt im Norden an das Städtchen Elgg, im Osten an Aadorf (TG), im Südosten an Bichelsee-Balterswil (TG), im Süden an Turbenthal, im Westen an Schlatt und im Nordwesten an Elsau.

## Bevölkerung
| Jahr | Einwohner |
| ---- | --------- |
| 1467 | ca. 90    |
| 1850 | 587       |
| 1900 | 478       |
| 1950 | 461       |
| 2000 | 436       |
| 2005 | 416       |
| 2010 | 447       |
| 2015 | 481       |

Die Hauptsprache der Bevölkerung ist mit 98,6 % Deutsch, daneben sprechen 0,5 % Französisch und 0,25 % Italienisch.

## Politik
Letzter Gemeindepräsident war Roger Gerber (parteilos).
Bei der Nationalratswahl 2015 erreichten die Parteien folgende Wähleranteile: SVP 61,6 %, EVP 8,3 %, SP 7,3 %, glp 5,0 %, EDU 4,7 %, BDP 4,4 %, FDP 4,0 %, Grüne 1,2 %,  CVP 0,7 %, SD 0,5 % und andere 2,4 %.

## Geschichte
Hofstetten findet sich erstmals 914 als Pipineshovestetin «bei den Hofstätten des Pipin» bezeugt.
Die oberhalb Hofstettens liegende heutige Ruine Schauenberg geht auf die Zeit um 1200 zurück. Sie war Sitz eines 1242 erstmals erwähnten sankt-gallischen Ministerialengeschlechts, wurde um 1331 von Beringer von Hohenlandenberg übernommen und um 1344 von den Österreichern und Zürchern geschleift.
1424 (definitiv 1452) gelangte Hofstetten mit der Grafschaft Kyburg hochgerichtlich an die Stadt Zürich. 1798 wurde es eine politische Gemeinde; kirchlich gehörte es immer zu Elgg.
Am 15. Januar 2017 entschieden die Stimmbürger in Hofstetten und Elgg, dass die politische Gemeinde Hofstetten ab 2018 Teil der Gemeinde Elgg wird.
Seit dem Fahrplanwechsel 2008/09 ist Hofstetten an den öffentlichen Verkehr angebunden. Bis dahin war Hofstetten die einzige Gemeinde im Kanton Zürich, welche nicht an das ZVV-Netz angebunden war. Die Linie 680 (Elgg – Hofstetten ZH – Schlatt ZH – Elsau – Winterthur) verkehrt seitdem im Stundentakt. Im Dezember 2018 wurde die Linie 682 (Elgg – Hofstetten ZH – Oberschlatt – Girenbad) eingeführt, welche an den Wochenenden viermal pro Tag einen Halbstundentakt nach Elgg ermöglicht.

## Persönlichkeiten
- Fritz Stüssi (1874–1923), Komponist, Organist und Dirigent der Spätromantik

## Galerie

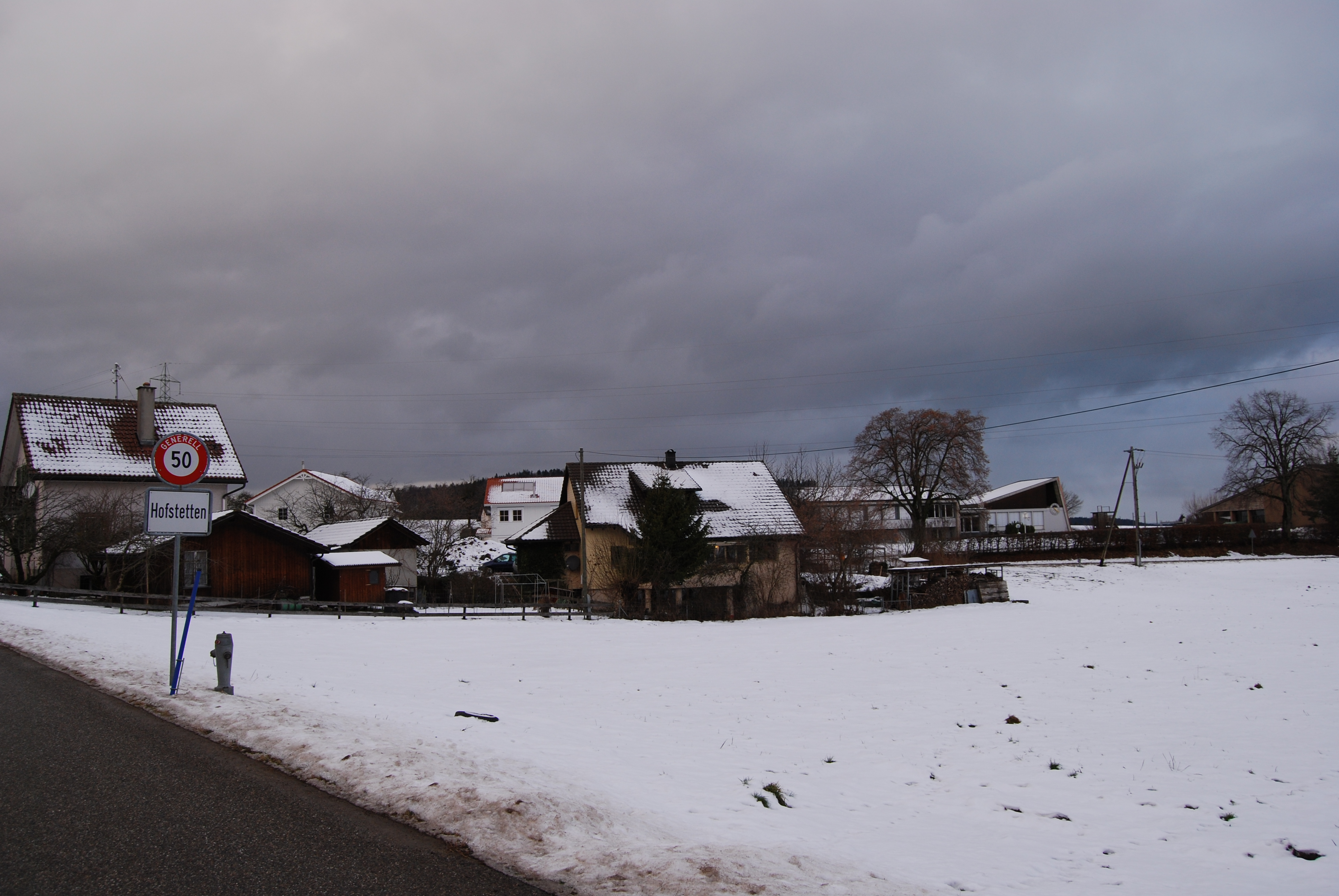
Hofstetten (rechts im Bild die Schule)
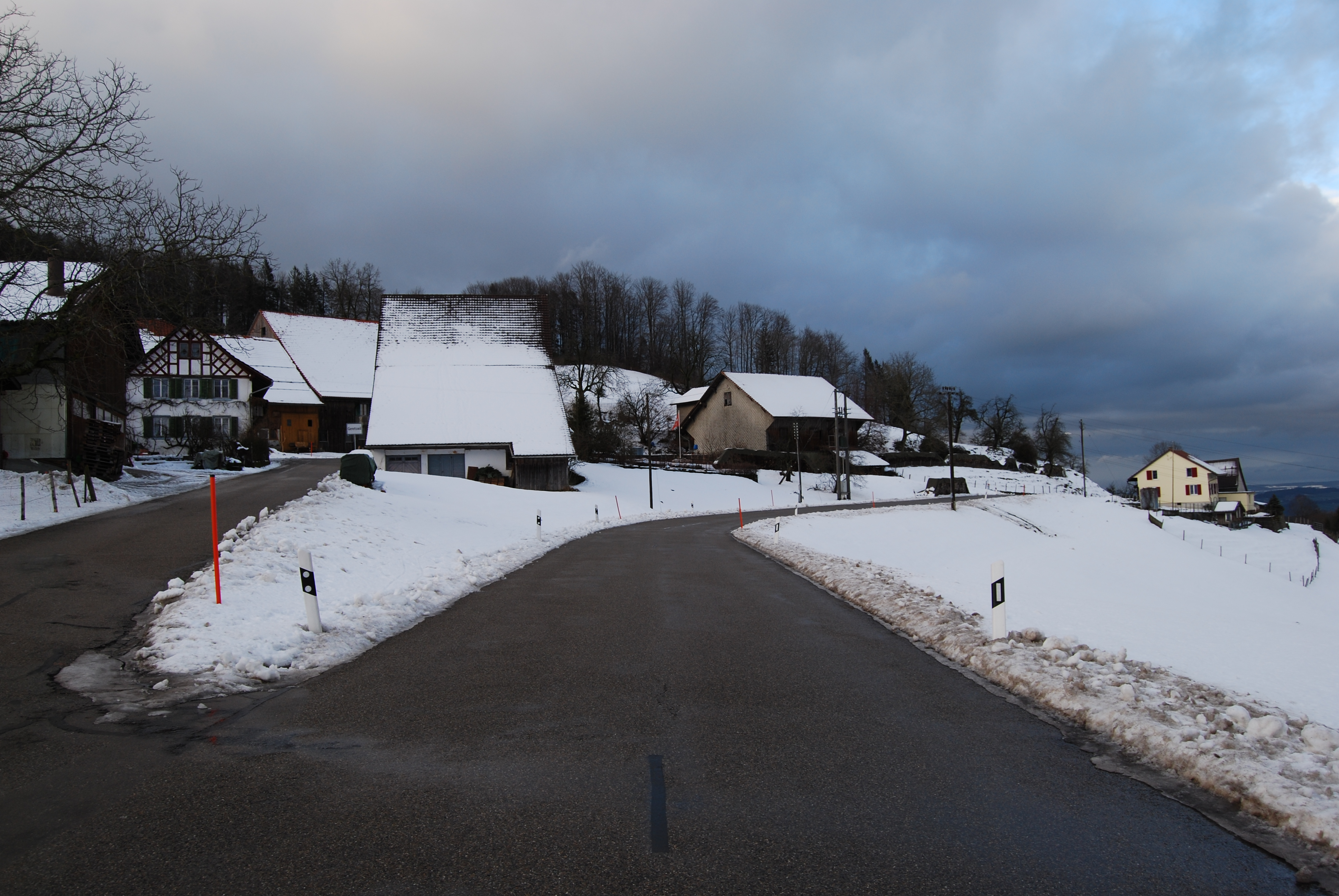
Geretswil
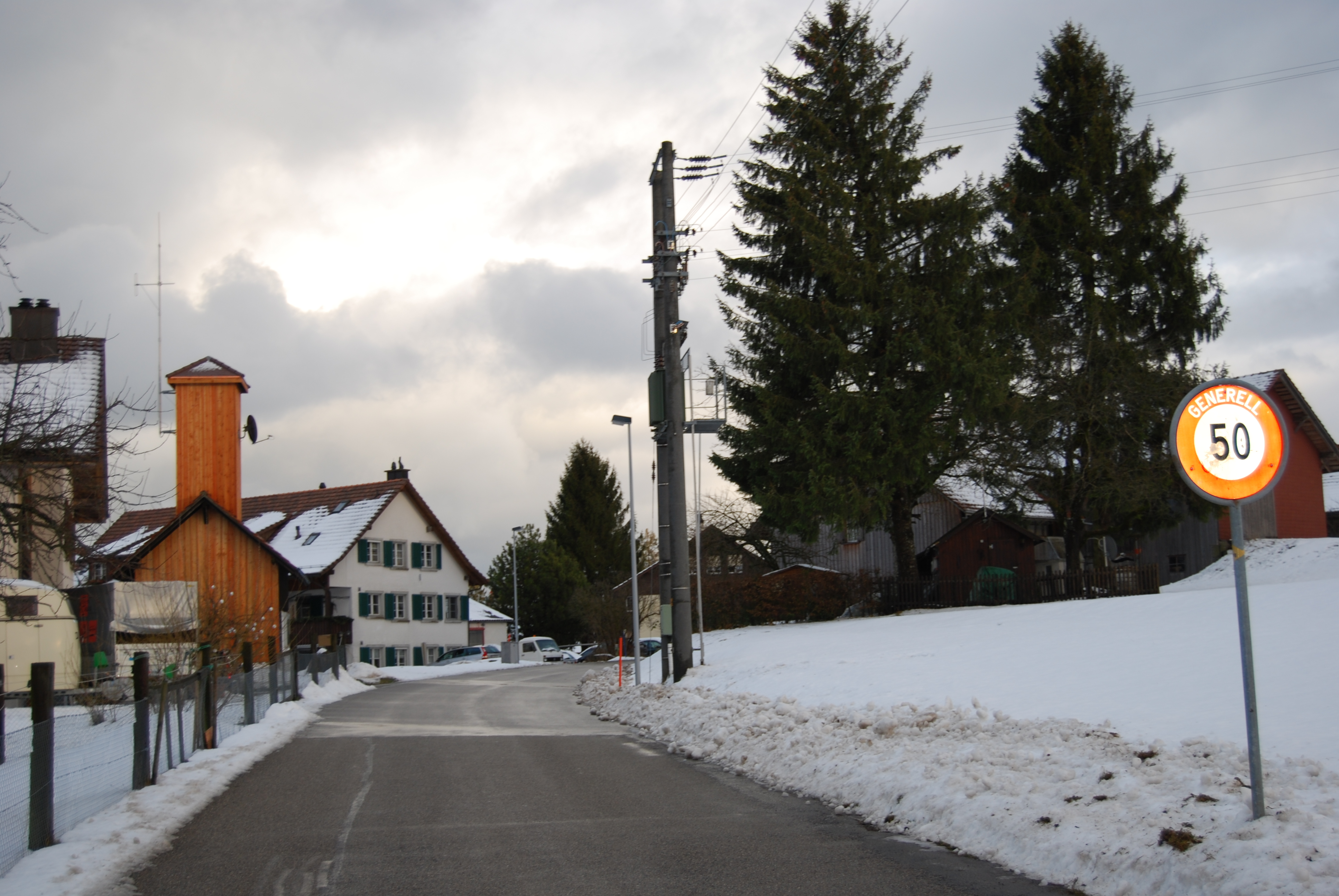
Huggenberg
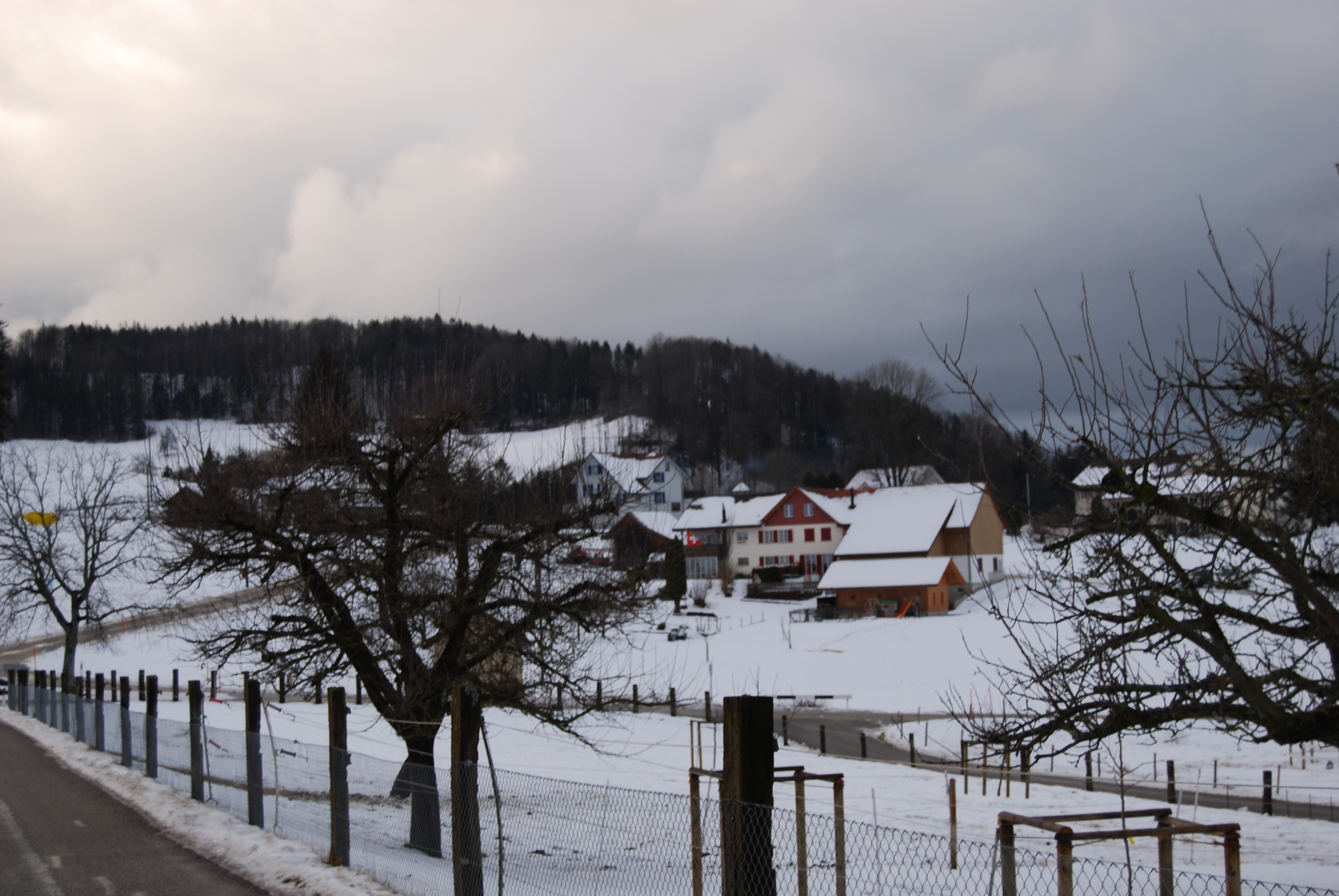
Tiefenstein